# Taunton (Massachusetts)
Taunton város az USA Massachusetts államában, Bristol megyében, melynek megyeszékhelye is. Lakosainak száma 59 408 fő (2020. április 1.).

## Népesség
A település népességének változása:

| 2010 | 55 874 |
| 2020 | 59 408 |